# Ixodes ventalloi
Ixodes ventalloi är en fästingart som beskrevs av Gil Collado 1936. Ixodes ventalloi ingår i släktet Ixodes och familjen hårda fästingar.
Artens utbredningsområde är Portugal. Inga underarter finns listade i Catalogue of Life.